# LGL23
G Flex LGL23（ジーフレックス エルジーエル ニーサン）は、韓国のLGエレクトロニクス（輸入発売元：LGエレクトロニクスジャパン）によって日本国内向けに開発された、auブランドを展開するKDDIおよび沖縄セルラー電話のCDMA 1X WIN、および第3.9世代移動通信システム（au 4G LTE）対応スマートフォンである。製品番号はKS1301。

## 概要
isai LGL22の派生機種で、グローバルモデルであるLG G Flexの日本国内ローカライズモデルとなる。ちなみに、この機種よりauでのLG G seriesはisaiシリーズとして編入される。
「Flex」という機種名の通り、本体が凹状に曲面しているのが特徴で、70kgまでの圧力を加えても正常に動作する。また、背面には自己修復素材を採用しており、擦り傷程度だと傷が残らないようになっている。
他にも、isai LGL22では採用が見送られた背面キーが採用されており、日本独自機能としておサイフケータイ・ワンセグに加え、LG製端末では初となるフルセグ放送の受信に対応しているほか、isai LGL22から引き続き、最大192kHz／24bitによるハイレゾリューションオーディオ（WAV、およびFLACをサポート）の再生機能に標準で対応している。

なお、防水性能は備えておらず、外部メモリの利用には同梱されるSDカードリーダライタを利用する必要がある。
キャッチコピーは「常識を曲げる。世界が変わる。」。
アップデートに関しては、グローバルモデルがAndroid 4.4まで提供されたが、au版のG Flex（LGL23）のみAndroid 4.2をもって終了した。

## 沿革
- 2013年10月28日 - LGエレクトロニクスより韓国モデル先行発表。
- 2013年12月4日 - グローバルモデル発表、香港・シンガポールを皮切りに発売開始[7]。
- 2014年1月6日（現地時間） - アメリカ・ラスベガスの家電展示会「CES 2014」にて北米向けモデルが発表された際に、販売地域の中に日本が含まれている事が判明[5]。
- 2014年1月22日 - KDDI、およびLGエレクトロニクスジャパンより日本モデル公式発表。
- 2014年1月25日 - 発売開始。

## 主な機能
※PC向けWebブラウザが標準装備されている。携帯向けサイト(EZWeb)は他のスマートフォンやPCと同じく閲覧不可。
| 主な機能・対応サービス                                                  | 主な機能・対応サービス                                                        | 主な機能・対応サービス              | 主な機能・対応サービス         |
| ----------------------------------------------------------------------- | ----------------------------------------------------------------------------- | ----------------------------------- | ------------------------------ |
| auウィジェット Webブラウザ                                              | LISMO! for Android LISMO WAVE ハイレゾ音源再生プレイヤー （最大192kHz/24bit） | おサイフケータイ NFC                | ワンセグ フルセグ DLNA/DTCP-IP |
| au one メール PCメール Gmail EZwebメール                                | デコレーションメール デコレーションアニメ                                     | Friends Note                        | PCドキュメント                 |
| au Smart Sports Run & Walk Karada Manager ゴルフ(web版) Fitness、歩数計 | GPS 方位計                                                                    | au oneナビウォーク au one助手席ナビ | au one ニュースEX au one GREE  |
| かんたんメニュー じぶん銀行                                             | 緊急速報メール                                                                | Bluetooth                           | 無線LAN機能 (Wi-Fi)            |
| 赤外線通信                                                              | WIN HIGH SPEED au 4G LTE                                                      | グローバルパスポート                | auフェムトセル                 |
| microSD microSDHC                                                       | モーションセンサー(6軸)                                                       | 防水 防塵                           | 簡易留守録 着信拒否設定        |